# Bono

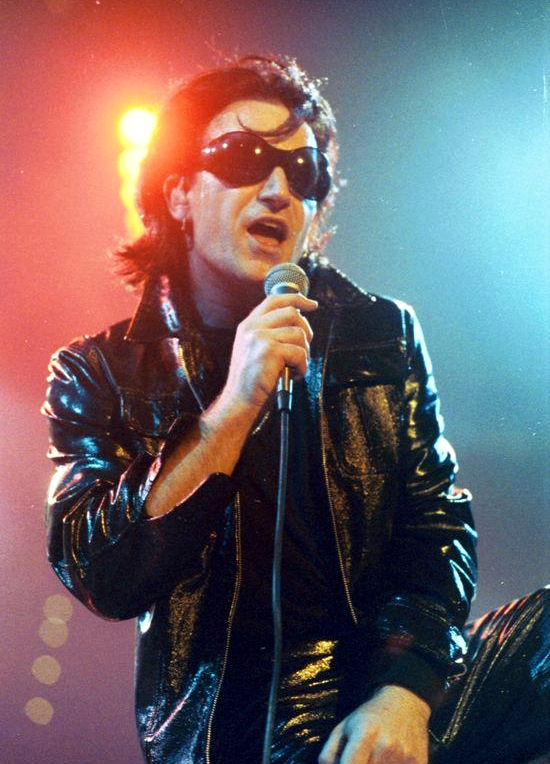
Bono durante lo Zoo TV Tour

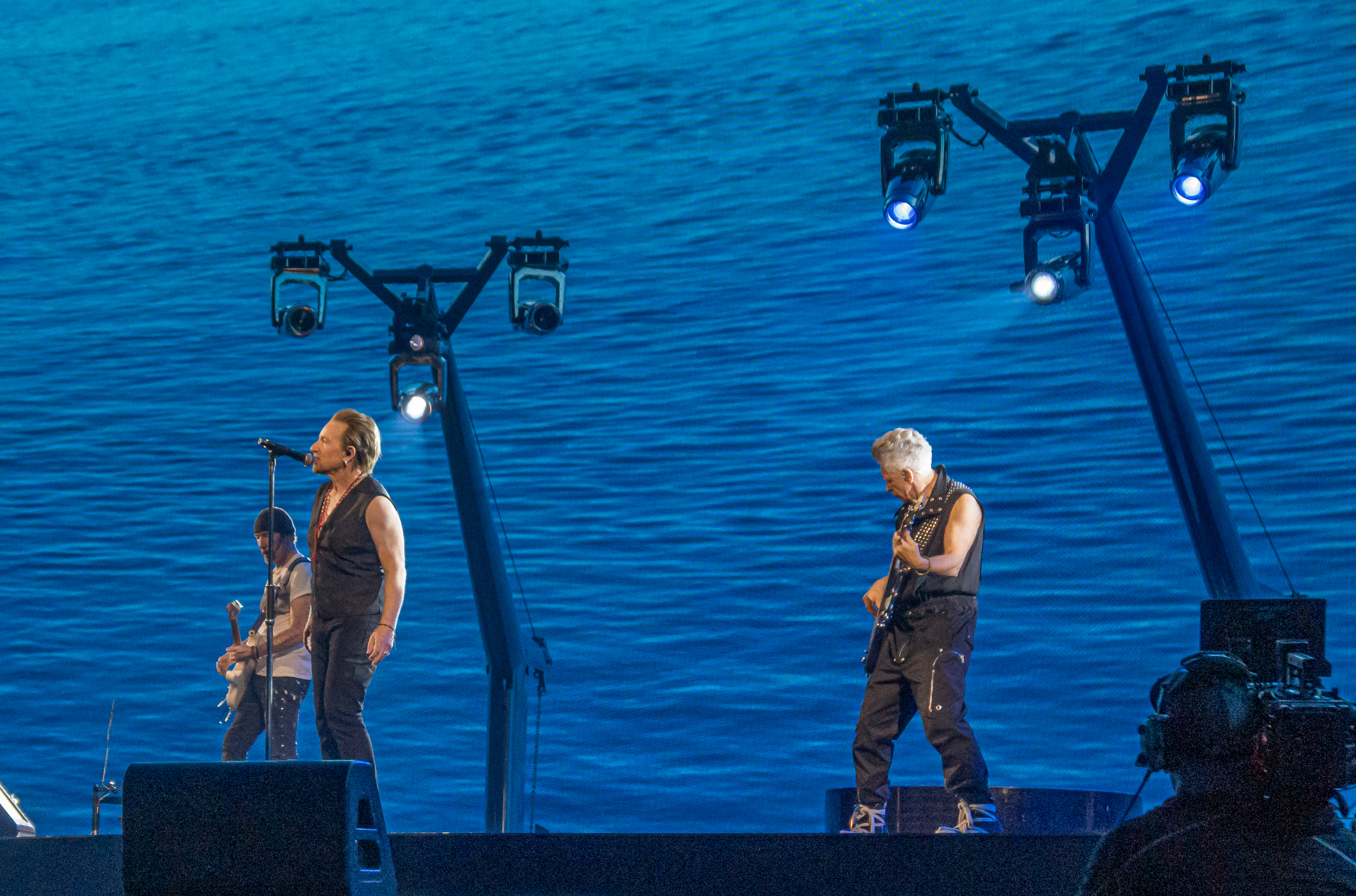

Bono, pseudonimo di Paul David Hewson (Dublino, 10 maggio 1960), è un cantautore, attivista, compositore e polistrumentista irlandese, frontman della rock band U2.

## Biografia

### Infanzia
Paul David Hewson nasce a Dublino il 10 maggio 1960 al Rotunda Hospital da Brendan Robert Bob Hewson, cattolico, e Iris Rankin, protestante. Da piccolo Paul era molto vivace e allegro e per questo la sua famiglia gli affibbiò il soprannome "l'Anticristo". Frequenta le scuole elementari a Inkwell, una scuola della chiesa protestante, nonostante all'epoca, in un matrimonio tra protestante e cattolico, fosse di norma allevare i propri figli secondo i principi cattolici. Anche Norman, fratello maggiore di Paul, fu cresciuto con gli stessi principi.
Nel settembre del 1974 festeggia il cinquantesimo anniversario di matrimonio dei suoi nonni materni ma durante i festeggiamenti il nonno muore. Al funerale del nonno, il 6 settembre, Iris, la madre, viene colpita da un aneurisma cerebrale e muore 4 giorni dopo, il 10 settembre. Bono rimane molto scosso da questo fatto e anni dopo scriverà molte canzoni sulla madre, tra le quali I Will Follow, Tomorrow, Out of Control, Lemon, Mofo e Iris (Hold me Close). Entra a far parte di un gruppo di ragazzi ribelli del suo quartiere, i Lipton Village, il cui scopo è di evadere qualsiasi forma di legge, un atteggiamento che comunque non ha mai portato a gravi conseguenze.
Nei Lipton Village era tradizione dare un soprannome a tutti i componenti: a Paul venne affibbiato il nome Bono Vox dall'amico e futuro membro dei Virgin Prunes, Fionan Hanvey, in arte Gavin Friday. Questo nomignolo trovò spunto da un negozio di apparecchi acustici di Dublino, il Bonavox. A Bono inizialmente non piaceva il suo soprannome, ma cambiò idea quando scoprì che, tradotto dal latino, voleva dire bella voce (nonostante la versione corretta sia Bona Vox, al femminile, come il negozio). Successivamente, con il debutto discografico della band alla fine degli anni settanta, il nome d'arte "Bono Vox" fu ridotto a "Bono".

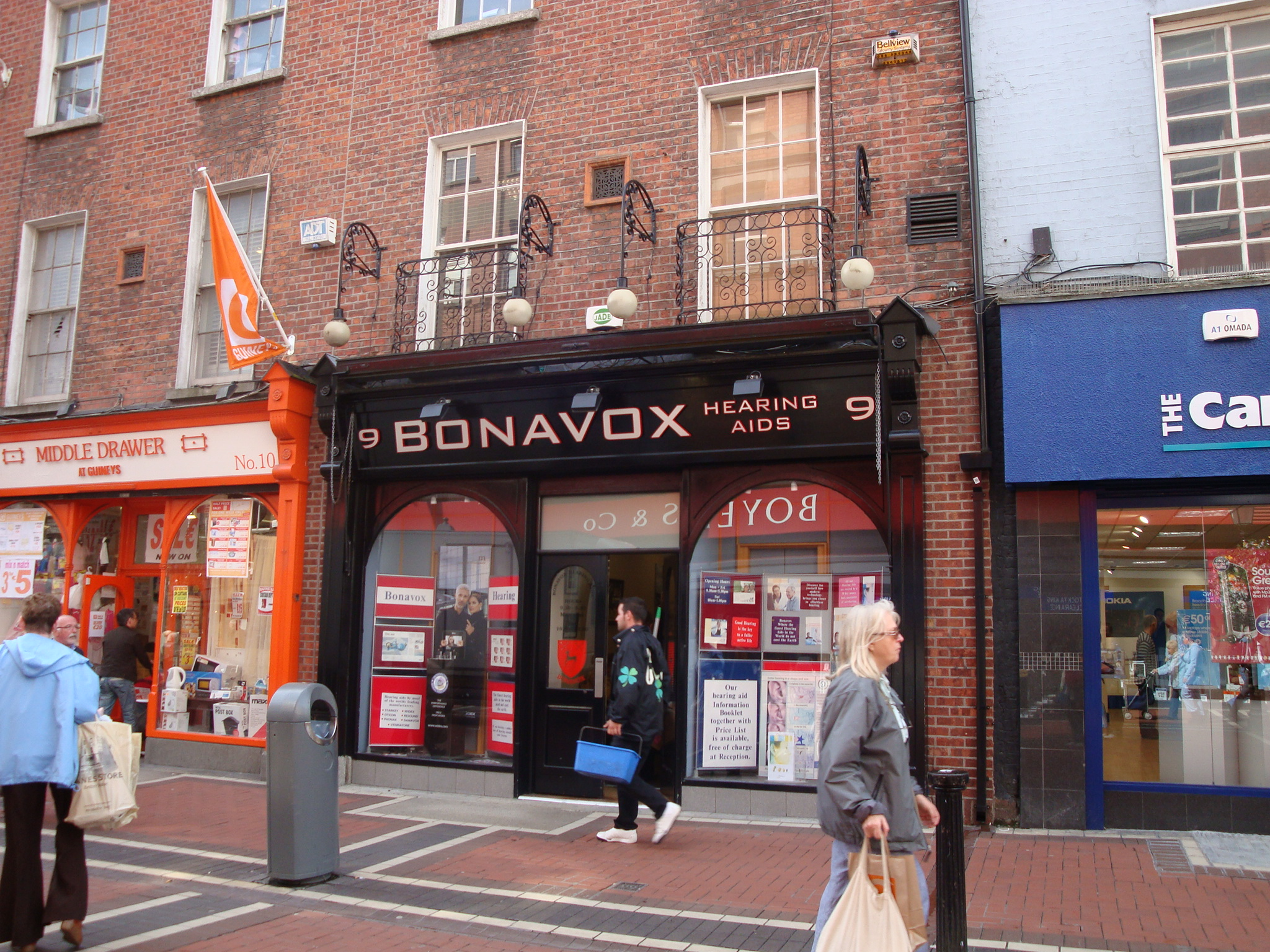
Il negozio Bonavox a Dublino

Bono frequenta il primo anno alla St. Patrick, dalla quale viene espulso perché sorpreso a tirare escrementi di cane alla sua professoressa di spagnolo. Viene mandato alla Mount Temple School, dove diventa popolare per la sua bella voce e per essere un abile suonatore di chitarra. Impara a suonare la chitarra grazie al fratello Norman, che gli presta il suo strumento e le intavolature delle canzoni dei Beatles. I gusti di Bono comprendono, oltre ai Beatles, Bob Marley, i Clash, Patti Smith, Marvin Gaye e i Ramones.
Alla Mount Temple conosce Alison Stewart, con cui si fidanza nel 1975.

## Stile musicale
Dotato di una potente e calda voce baritonale, negli anni Ottanta si è affermato come una delle voci più iconiche della New Wave britannica, insieme a cantanti come Jim Kerr, Dave Gahan e Curt Smith, grazie soprattutto al successo degli album War, The Unforgettable Fire e The Joshua Tree. Nel primo decennio di carriera, lo stile della band ed i concept degli album gli hanno permesso di esprimersi frequentemente su registri alti, dimostrando notevole controllo della voce ed un range ampio, anche all'interno della stessa canzone. Una testimonianza arriva dalla leggendaria performance di Bad al Live Aid, occasione nella quale gli U2 e Bono si affermarono come le più grandi star emergenti nella musica rock mondiale. 
Da un punto di vista strumentale, l'unico contributo di rilievo di Bono alla sua band fu nell'uso dell'Armonica a bocca, specie nel biennio 1987-1988. Di questo periodo, si fanno ricordare le sezioni di armonica nei brani Trip Through Your Wires, Desire (Rattle and Hum), ma soprattutto quella di Running to Stand Still, brano trainante del loro album di maggior successo, dove l'armonica di Bono sorregge l'impianto sonoro e le atmosfere del brano.
Dal 1991, la band e Bono si spingono verso nuovi territori musicali. Lo stile vocale cambia, evidenziando un'acquisita padronanza nel controllo delle linee melodiche, e viene introdotto in modo massiccio il falsetto - vedi i brani The Fly, singolo di lancio dell'album Achtung Baby, così come il finale di One, uno dei brani di maggior successo del sodalizio irlandese. Per via del consumo di sigarette, inoltre, compaiono per la prima volta marcate note rauche, evidenti nella stessa One, che diventeranno via via crescenti fino a mettere a rischio la tenuta professionale della voce - vedi In A Little While, dall'Album All That You Can't Leave Behind. 
A partire dallo ZooTV Tour, Bono ha iniziato a suonare la chitarra acustica, dapprima per la migliore riuscita di brani dal vivo, poi in sede di registrazione nelle nuovi produzioni della band.

## Attività musicale

### Gli U2

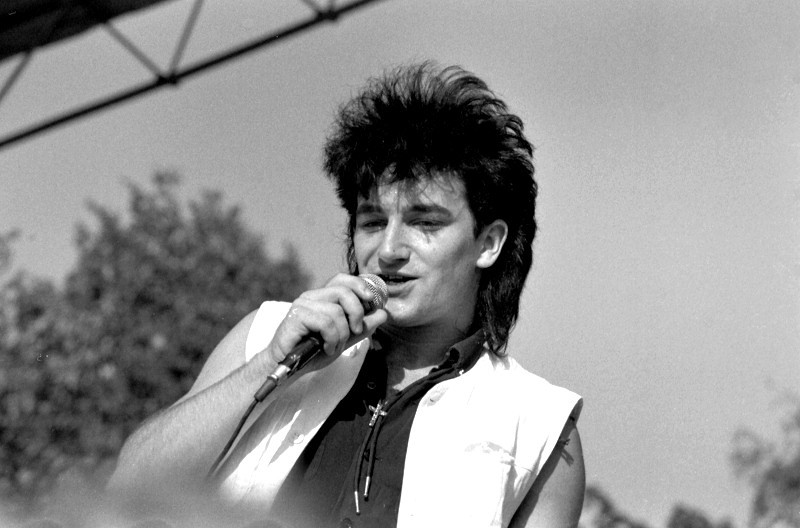
Bono durante un concerto in Norvegia durante il War Tour, nel 1983.

Nel 1976 rispose al volantino di Larry Mullen lasciato su una bacheca della scuola, che cercava persone per formare una band. L'amico Reggie Manuel lo convinse ad andare a casa di Mullen per le prove. Si presentò come chitarrista, ma c'erano anche altri due chitarristi nel gruppo "The Hype" , Dave Evans (The Edge) e suo fratello Dick, e vista la notevole differenza tecnica tra Bono e gli altri due, Bono finì con l'essere il cantante. A seguito dell'abbandono del gruppo di Dick Evans, presero il nome di U2. Faceva già parte della band come bassista anche Adam Clayton.

### Progetti da solista
Nel 1985 aderì al progetto Artists United Against Apartheid. In particolar modo scrisse e registrò la canzone Silver and Gold per l'album Sun City, registrato per protestare contro la politica dell'apartheid tenuta dal Sudafrica.
Nel 2009 registra un video in cui ripresenta la cover della canzone War di Bob Marley. Tale brano ha la particolarità di essere interpretato da musicisti provenienti da diversi paesi del mondo. Ciascun contributo è dato dall'artista direttamente dal proprio paese sotto l'insegna del progetto Playing for Change.
Il 17 marzo 2020, l'artista pubblica sul sito ufficiale degli U2 il brano musicale inedito Let Your Love Be Known, scritto per omaggiare il personale sanitario durante l'emergenza della pandemia di COVID-19. Il cantante ha dichiarato che il brano è stato ispirato dagli italiani.

#### Collaborazioni con Zucchero
La prima collaborazione con il cantante italiano Zucchero Fornaciari ha visto Bono scrivere il testo inglese di Miserere del 1992. Successivamente a questo incontro, l'amicizia tra i due cantanti è proseguita con gli anni, insieme alle collaborazioni. Nel 1998 Bono ha scritto il testo inglese del brano Blu del bluesman reggiano, e lo ha invitato all'evento benefico "Net Aid" al Wembley Stadium. I due hanno continuato a frequentarsi e a vedersi in occasioni ufficiali come i numerosi Pavarotti & Friends, per poi tornare a collaborare nel 2010 nel brano Someone Else's Tears, contenuto in Chocabeck. Nel 2015, infine, il frontman degli U2 ha invitato Zucchero alla seconda delle due tappe italiane dell'Innocence + Experience Tour. Poco dopo Bono è tornato nei panni di autore, per il testo del brano Streets of Surrender (S.O.S.), contenuto in Black Cat e dedicato alle vittime degli attentati del 13 novembre 2015 a Parigi. Durante i concerti italiani allo Stadio Olimpico del The Joshua Tree Tour 2017, Bono ha voluto inserire all'interno dell'esecuzione di Beautiful Day una parte del brano Miserere per omaggiare l'amicizia decennale tra i due. Nel 2021 Bono ha partecipato alle registrazioni di Discover, per il brano Canta la vita (Let Your Love Be Known), di cui è autore originario.

## Attività letteraria
Il cantante degli U2, oltre ad essere impegnato nella scrittura dei testi delle canzoni del proprio gruppo, ha avuto ulteriori esperienze in ambito letterario. Tra queste, ha scritto la sceneggiatura del film The Million Dollar Hotel.
In più di un'occasione ha scritto articoli giornalistici volti a promuovere le campagne portate avanti: la richiesta di cancellare il debito dei paesi in via di sviluppo, la volontà di promuovere, assieme a Bill Gates, la campagna per la lotta contro l'AIDS in Africa.
Il 23 marzo 2007 Bono scrive un articolo, pubblicato sul Corriere della Sera, per commemorare la nascita della CEE, avvenuta cinquanta anni prima. In tale articolo parla di come questa istituzione debba cercare di risolvere i problemi che affliggono l'Africa. Inoltre sottolinea come, donando unicamente lo 0,7% del proprio PIL, l'Italia salverebbe milioni di persone in quel continente.
Il 10 ottobre 2018, Bono pubblica un articolo sul quotidiano la Repubblica in cui esprime il proprio apprezzamento al progetto politico che ha portato alla nascita dell'Unione Europea.

### L'introduzione al libro dei salmi
Nel 1999 ha scritto l'introduzione al Libro dei Salmi, uno dei nove libri della Bibbia pubblicati singolarmente nella serie dei "Libri Sacri" tascabili del Canonato di Edimburgo.
In questa introduzione, l'artista spiega il suo avvicinamento alla fede ed alla bellezza che ha per lui l'Antico Testamento. Definisce, inoltre, l'autore dei salmi, il Re Davide, come una star della Bibbia, paragonandolo all'Elvis Presley del testo sacro: ciò per il suo potere e per il piacere per le donne.
Sempre nell'introduzione, Bono spiega la nascita del brano 40, tratto dall'omonimo salmo, e del suo legame a questa lettura.

### Surrender: 40 Songs, One Story
Il 1º novembre 2022, viene pubblicata la prima autobiografia dell'artista intitolata Surrender: 40 canzoni, una storia.

## La fede
Il fatto di essere cresciuto in una famiglia in cui i propri genitori fossero di confessioni differenti, ha inciso profondamente nella crescita di Bono che ha dichiarato, in più di un'occasione, di essere di fede cattolica. Tale scelta ha avuto un'incidenza nel testo di numerose canzoni degli U2. Primo, in ordine temporale, è il brano Gloria, contenuto nell'album October, in cui Bono canta un vero e proprio inno a Dio. Ancora più palese risulta essere il testo del brano 40, tratto dall'omonimo Salmo. Numerosi riferimenti a Dio compaiono anche nell'album Pop.

## Impegni umanitari e politici

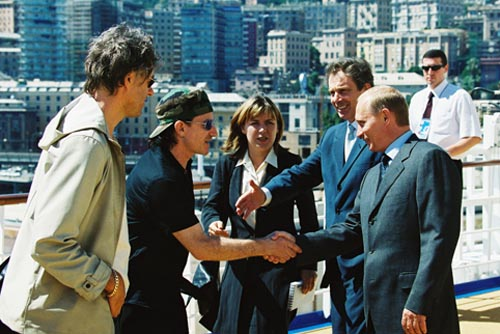
Bono - con Bob Geldof - incontra Vladimir Putin e Tony Blair sulla European Vision, a margine del G8 2001 di Genova

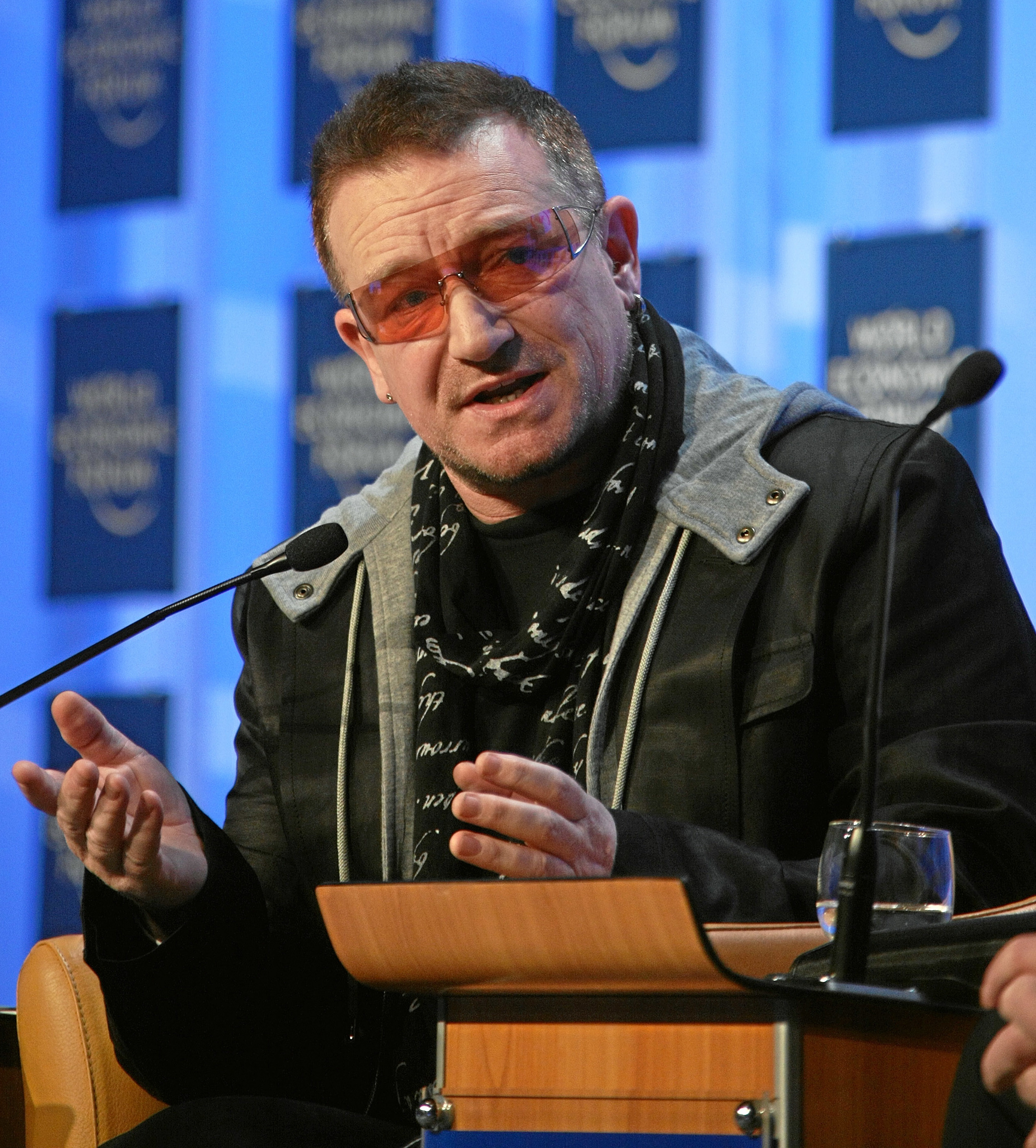
Bono mentre interviene al forum di Davos del 2008

Dal 1999 è stato via via sempre più coinvolto nella campagna per l'azzeramento del debito dei paesi del terzo mondo e per la difficile situazione dell'Africa. Nel maggio 2002 accompagnò il Segretario del Tesoro statunitense Paul O'Neill in viaggio attraverso quattro Stati africani.
Nello stesso anno, Bono ha costituito un'organizzazione chiamata "DATA", (Debt, Aids, Trade in Africa), il cui obiettivo è far crescere la consapevolezza circa l'immenso debito estero dell'Africa, l'incontrollabile diffusione dell'AIDS e le leggi del mercato che strangolano di fatto, impoverendoli, gli abitanti di quegli stati.
Nell'intento di accendere i riflettori sulla crisi dell'AIDS in Africa, Bono andò alla Casa Bianca per un incontro privato col Presidente degli Stati Uniti George W. Bush, che aveva promesso 5 miliardi di dollari di aiuti per i paesi più poveri del mondo che rispettassero i diritti umani. Bono accompagnò il Presidente per un discorso sul prato della Casa Bianca. Bono disse:
Bono ha collaborato con Dave Stewart degli Eurythmics alla realizzazione del video musicale American Prayer, a sostegno della candidatura di Barack Obama alla presidenza degli Stati Uniti d'America.
Nel 2015 ha fortemente sostenuto la campagna del sì al referendum costituzionale del 22 maggio in Irlanda, poi approvato, che chiedeva di modificare l'articolo 41 della Costituzione del 1937 con l'inserimento del comma Il matrimonio può essere contratto per legge da due persone, senza distinzione di sesso, dichiarando di voler eliminare ogni discriminazione delle persone omosessuali.

## Vita privata
Bono è sposato con Alison Stewart dal 1982. I due si sono conosciuti nel 1975, quando entrambi frequentavano la Mount Temple School di Dublino, e da allora non si sono più separati.
Insieme hanno avuto quattro figli: Jordan (nata il 10 maggio 1989), Memphis Eve (nata il 7 luglio 1991), Elijah Bob Patricius Guggi Q (nato il 18 agosto 1999) leader della rock band Inhaler e John Abraham (nato il 21 maggio 2001). La famiglia vive a Killiney, una località vicino a Dublino.
Bono e Ali sono inoltre uniti dalla battaglia contro la povertà, che li ha portati a creare un marchio di abbigliamento per sostenere l'Africa: Edun.
La canzone Sweetest Thing degli U2 è stata scritta da Bono per scusarsi con Ali perché aveva dimenticato il suo compleanno.
Il 16 novembre 2014, Bono era in bici al Central Park a New York, quando è stato investito da un altro ciclista, che pedalava a velocità sostenuta. Nell’impatto violento il cantante ha riportato una “frattura facciale che interessa l’orbita di un occhio”, tre diverse fratture alla scapola sinistra, una a un dito e una all’omero sinistro. Quest’ultima era piuttosto preoccupante in quanto l’osso si è frantumato in sei parti e fuoriusciva dalla pelle.
È stato subito trasportato al pronto soccorso del New York-Presbyterian Hospital/Weill Cornell Medicine, dove è stato sottoposto a TAC e radiografie ai raggi X, e poi operato d’urgenza: un intervento durato ben cinque ore in sala operatoria, dove gli è anche stata fissata una placca di metallo con 18 viti per sistemare l’omero. Il giorno dopo, il cantante fu sottoposto a una seconda operazione per intervenire sul dito rotto. Il chirurgo traumatologo ortopedico Dean Lorich, che lo ebbe in cura, spiegò che a Bono è stato necessario un periodo di terapia molto mirata, con un atteso recupero totale. In seguito, Bono ha pubblicato sul sito ufficiale degli U2: "Mentre scrivo, non è chiaro se riuscirò di nuovo a suonare la chitarra", come riportato anche dalla rivista Cycling Weekly. Sempre nel 2014 ha rivelato di convivere con un glaucoma da 20 anni, motivo per cui da allora porta sempre occhiali.

## Riconoscimenti

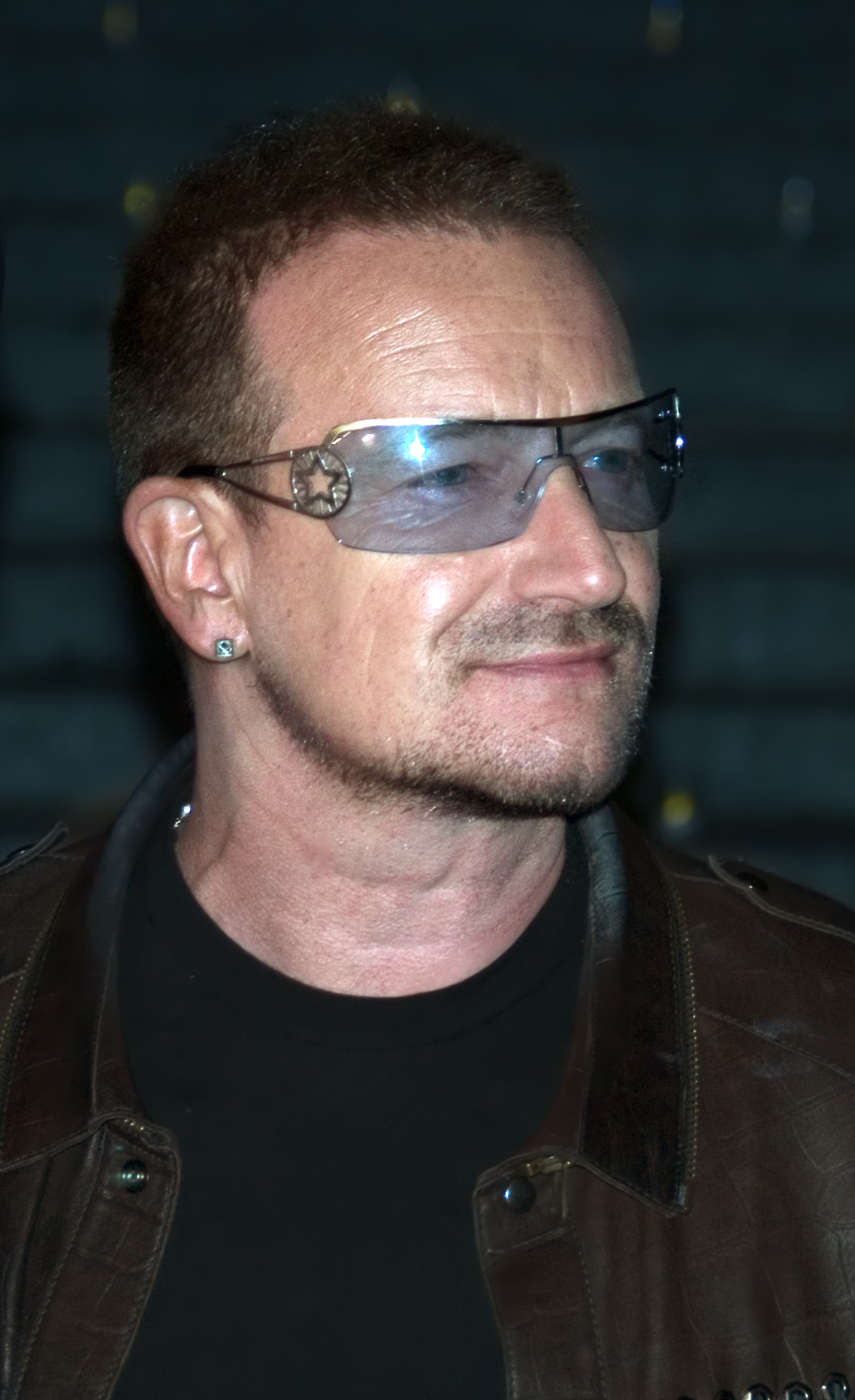
Bono al Tribeca Film festival 2009

Bono è stato posizionato al 32º posto nella lista dei 100 migliori cantanti secondo Rolling Stone, e tra le sue migliori "tracce vocali" si ricordano One, Beautiful Day, With or Without You e Where the Streets Have No Name.
Nel 2002 il suo nome è stato incluso nella lista dei "100 Grandi Britannici" promossa dalla BBC e votata dal pubblico (che include anche personalità irlandesi) vicino ad altri grandi del presente e del passato come Sir Winston Churchill, John Lennon, la Principessa Diana di Galles, la Regina Elisabetta II d'Inghilterra, il musicista Sir Bob Geldof, il calciatore David Beckham, Aleister Crowley e il leader punk Johnny Rotten dei Sex Pistols.
Inoltre, a seguito di un sondaggio effettuato nello stesso anno dalla rivista inglese Q, questo artista risulta essere una delle persone più influenti in ambito musicale.
Nel 2005 è stato nominato Person of the Year ("Persona dell'anno"), insieme a Bill e Melinda Gates, da Time Magazine. Sempre nello stesso anno, figurava nella lista dei 100 candidati a ricevere il Premio Nobel per la pace. Nel 2006, la canzone One da lui scritta e pubblicata nell'album Achtung Baby uscito nel 1991, viene dichiarata la canzone dal testo più bello della storia della musica. "One life with each other sisters, brothers...", è la frase che ha decretato il prestigioso riconoscimento.
Nel medesimo anno è stato inserito nella Rock and Roll Hall of Fame come membro degli U2.
Il 29 marzo 2007 viene insignito del titolo di "Cavaliere" dalla regina Elisabetta II per il grande contributo in ambito musicale e umanitario. Tuttavia non potrà essere chiamato "Sir", titolo riservato ai soli cittadini britannici. Del titolo di "Sir" sono stati fregiati negli anni personaggi come Sean Connery, Elton John, Beatles, Simon Le Bon e Ridley Scott.

## Discografia

### Con gli U2
- 1980 – Boy
- 1981 – October
- 1983 – War
- 1984 – The Unforgettable Fire
- 1987 – The Joshua Tree
- 1988 – Rattle and Hum (studio & live)
- 1991 – Achtung Baby
- 1993 – Zooropa
- 1997 – Pop
- 2000 – All That You Can't Leave Behind
- 2004 – How to Dismantle an Atomic Bomb
- 2009 – No Line on the Horizon
- 2014 – Songs of Innocence
- 2017 – Songs of Experience

### Con il progetto Passengers
- Original Soundtracks 1 (1995)

## Filmografia
- Rattle and Hum, regia di Phil Joanou (1988) - documentario
- Entropy - Disordine d'amore, regia di Phil Joanou (1999)
- Sightings of Bono, regia di Peter Kavanagh (2000)
- The Million Dollar Hotel, regia di Wim Wenders (2000)
- Across the Universe, regia di Julie Taymor (2007)
- Linear, regia di Anton Corbijn (2009) - documentario
- Pavarotti, regia di Ron Howard (2019) - documentario
- Sing 2 - Sempre più forte, regia di Garth Jennings (2021)
- Pierino e il lupo, cartone animato su disegni di Bono con musiche di Prokofiev[24]

## Riconoscimenti
- Rolling Stone - "100 Greatest Singers of All Time" (32º posto)[29]
- Q - "100 Greatest Singers" (26º posto)
- Q - "100 Greatest Frontmen" (2º posto)